# Protoitidae
Protoitidae (лат.) — семейство ископаемых мелких наездников из надсемейства хальцид (Chalcidoidea). Известно 2 рода и около 10 видов. Обнаружены в меловом ливанском янтаре (около 130 млн лет). Древнейшие представители надсемейства Chalcidoidea.

## Описание
Мелкие перепончатокрылые насекомые (длина 0,8—1,5 мм). Усики 14-члениковые; булава 1—3-сегментная, конечные два членика жгутика разделены слабой линией (частично слиты); МПС присутствуют на всех жгутиках. Клипеус перегибается дорсально и латерально с дугообразной бороздкой по краю. Щёчная борозда присутствует. Нижний тенториальный мост имеется, его ширина примерно равна расстоянию между нижним краем затылочного отверстия и дорсальным краем гипостомального отверстия. Постгенальный мост отсутствует. Пронотум дорсально узкий, почти полностью скрыт мезонотумом медиально в дорсальном виде. Мезонотум примерно в 4 раза длиннее мезоскутеллума. Препектус латерально выражен в виде удлиненного вертикального склерита, частично прикрытого задним краем латерального щитка пронотума. Мезоплевры ориентированы дорсовентрально; мезодискримен глубоко инвагинирован.
Переднее крыло с полностью склеротизованной базальной жилкой. M+Cu пигментированы по крайней мере дистально и обычно склеротизированы. Маргинальная жилка сильно склеротизирована и в 2—3 раза шире субмаргинальной. Парастигма обычно такой же или почти такой же ширины, как и маргинальная жилка. Костальная ячейка выходит далеко за пределы соединения субмаргинальной и базальной жилок. Ретинакулум пигментирован. Заднее крыло с тремя гамулями одинаковой длины и ориентации, дистальный гамул не выходит за середину заднего крыла. Мезо- и метакоксы сливаются, широко отделены от прококсы мезоплевроном. Шпора передних голеней изогнута и апикально расщеплена; пробазитарcус почти всегда с базитарсальным гребнем. Задние голени с двумя вершинными шпорами, причем более короткая шпора примерно на ⅓ длины более длинной. Все лапки 5-члениковые; базитарсус примерно такой же длины, как тарсомеры 2—4, или немного короче их. Метасома с коротким петиолем. Гипопигий достигает конца метасомы.

## Систематика
В семейство включают 2 ископаемых рода и около 10 видов. Семейство было впервые описано в 2023 году группой палеоэнтомологов из Германии, Китая, Ливана и Чехии. Protoitidae это древнейшие (с возрастом около 130 млн лет) представители надсемейства Chalcidoidea. Ранее древнейшими были признаны, датированные меловым периодом семейство Diversinitidae, виды Myanmymar aresconoides Poinar & Huber, 2011 (Mymaridae) и Baeomorpha liorum Huber, Shih & Ren, 2019 (Baeomorphidae), из бирманского янтаря (99 млн лет).
- † Protoita Ulmer & Krogmann, 2023 — меловой период, ливанский янтарь
  - † Protoita bidentata Ulmer & Krogmann, 2023
  - † Protoita istvani Ulmer & Krogmann, 2023
  - † Protoita noyesi Ulmer & Krogmann, 2023 
  - † Protoita petersi Ulmer & Krogmann, 2023
- † Cretaxenomerus  Nel & Azar, 2005 — ливанский янтарь[6]
  - † Cretaxenomerus brevis Ulmer & Krogmann, 2023
  - † Cretaxenomerus curvus Ulmer & Krogmann, 2023
  - † Cretaxenomerus deangelis Ulmer & Krogmann, 2023
  - † Cretaxenomerus jankotejai Nel & Azar, 2005 (из Scelionidae, Platygastroidea)
  - † Cretaxenomerus mirari Ulmer & Krogmann, 2023
  - † Cretaxenomerus vitreus Ulmer & Krogmann, 2023
  - † Cretaxenomerus tenuipenna Ulmer & Krogmann, 2023